# Ephyrodes pallida
Ephyrodes pallida är en fjärilsart som beskrevs av Walker 1865. Ephyrodes pallida ingår i släktet Ephyrodes och familjen nattflyn. Inga underarter finns listade i Catalogue of Life.